# Felix Neumann
Felix Neumann (10. září 1860, Radvanice – 5. června 1942 Moravská Ostrava) byl ostravský židovský architekt, stavitel a podnikatel.

## Život
Felix Neumann byl syn Emanuela Neumanna a jeho ženy Karoliny (roz. Loew). Po celý život zůstal svobodný a bezdětný.
V letech 1869–1876 studoval vyšší reálku v Opavě. Architekturu vystudoval na vídeňské Vysoké škole technické (prof. H. V. Ferstel a prof. K. König) a na technice v Berlíně. Praktikoval u vídeňského stavitele Wilhelma Stiassneho, později u berlínských architektů H. Kaysera a K. V. Grossheima. V roce 1889 se vrátil do Moravské Ostravy, kde v květnu následujícího roku otevřel vlastní stavební firmu.

## Tvorba
Záběr jeho tvůrčí činnosti sahal od pozdního historismu (zejména neobaroko a neorenesance) až k pozdním fázím secese – stal se jedním z nejvýznamnějších ostravských tvůrců dekorativní secese. Do ostravského prostředí s sebou Felix Neumann přinesl řadu impulzů soudobé německé velkoměstské architektury (severská neorenesance a klasicizující variace).

## Seznam staveb
- 1891 – Dům s hotelem a hostincem Emanuela Neumanna (hotel Gambrinus), Masarykovo nám. 20 / 37, Moravská Ostrava
- 1892 – Vila Dr. H. Kehla, Střelniční 17 / 868, Moravská Ostrava (d.)
- 1892 – Budova školy v Radvanicích, Havláskova ul., Ostrava – Radvanice
- 1893 – Nájemní a obchodní dům prof. Johanna Hadaszczoka, Nádražní 73 / 910 (Harantova č.o. 1), Moravská Ostrava (d.)
- 1894 – Obytný dům E. Asimuse, Sokolská tř. 20 / 943, Moravská Ostrava
- 1894 – Obytný dům, Sokolská tř. 19 / 945, Moravská Ostrava
- 1894 – Obytný dům, Sokolská tř. 23 / 944
- 1895 – Německý dům / Deutsches Haus, Nádražní ? / 951, Moravská Ostrava (d.)
- 1896 – Vila JUDr. Karla Richtera, Dvořákova 4 / 1037, Moravská Ostrava
- 1896 – Ředitelství Vítkovických kamenouhelných dolů, Smetanovo nám. 2 / 979, Moravská Ostrava
- 1896 – Vila „Tereza“ Markuse Strassmanna, Střelniční 16 / 78, Moravská Ostrava
- 1897 – Obytný dům s kavárnou Caroliny Offnerové, tř. 28. října ? / 156 (1. máje), Ostrava – Marianské Hory (d.)
- 1897 – Vila Dr. Maxe Böhma, Matiční 2 / 1042 (Přívozská), Moravská Ostrava
- 1897 – Obytný dům Ferdinanda Boleslawského, Přívozská 21 / 1085
- 1897 – Obytný dům, Přívozská 23 / 1135, Moravská Ostrava
- 1898 – Nájemní a obchodní dům K. Witteka, Nádražní 157 / 532 (Marianskohorská 2), Ostrava – Přívoz (v letech 1997–2000 tzv. Barák)
- 1898 – Městský dům čp. 516, nám. Sv. Čecha 3 / 516, Ostrava – Přívoz
- 1898 – Kancelářský a obytný dům W. Reimanna, Nádražní 69 / 1105, Moravská Ostrava (d.)

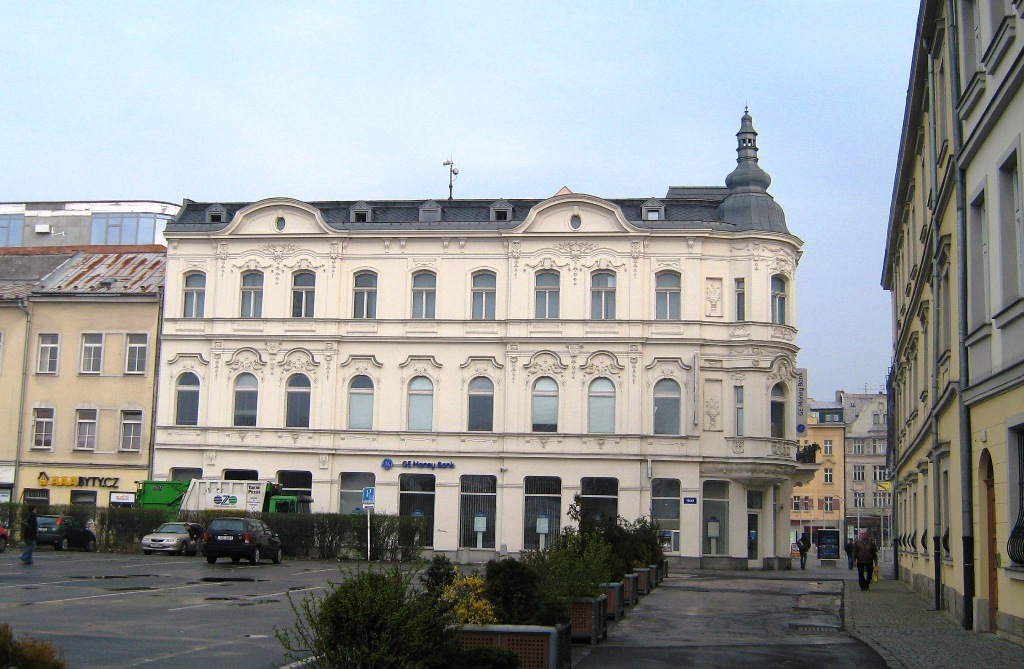
Stavba z roku 1898 na ul. Velká 2, bývalé Divadlo loutek

- 1898 – Nájemní dům Mathiase Schönhofa s kavárnou Union, Velká 2 / 52 (Masarykovo nám.), Moravská Ostrava (v letech 1953–1999 sídlo Divadla loutek Ostrava)
- 1898 – Obytný dům, Chopinova 3 / 550, Ostrava – Přívoz
- 1899 – Café Union, interiér
- 1899 – Obytný a obchodní dům M. Mikové, Masarykovo nám. 33 / 51, Moravská Ostrava (d.)
- 1900 – Obytný dům, Nádražní 175 / 561, Ostrava – Přívoz
- 1901 – Nájemní dům Dr. A. Hilfa, Mánesova? / 1190, Moravská Ostrava (d.)
- 1902 – Vlastní obytný dům Felixe Neumanna, Českobratrská 13 / 1229, Moravská Ostrava
- 1903 – Budova městské jízdní policie, Karvinská ? / 1232, Moravská Ostrava (d.)
- 1903 – Budova Spořitelního družstva pro úředníky MOEL, Křižíkova 3 / 1241, Moravská Ostrava (d.)
- 1903 – Nájemní dům W. Haase a G. Spitzera, Na Hradbách 12 / 1257 (Sokolská tř.), Moravská Ostrava
- 1903 – Nájemních dům Felixe Neumanna, nám. Svatopluka Čecha 1 / 732 (Nádražní), Ostrava – Přívoz
- 1903 – Nájemních dům Felixe Neumanna, Nádražní 177 / 733, Ostrava – Přívoz
- 1907 – Nájemní a obchodní dům A. Wechsberga, 28. října 15 / 105, Moravská Ostrava
- 1907 – Chemická laboratoř koksovny Karolina, byv. prům. zóna Karolina 1319, Moravská Ostrava (d.)
- 1909 – Obchodní dům RIX, 28. října ? / 203 (Vojanova, Velká), Moravská Ostrava (d.)
- 1910 – Obytný a obchodní dům Sigmunda Rotha, Masarykovo nám. 21 / 38, Moravská Ostrava
- 1910 – Obytný dům Sigmunda Rotha, Jiráskovo nám. 2 / 1437, Moravská Ostrava
- 1911 – Obytný a obchodní dům Nathana Juhla, Masarykovo nám. 19 / 36, Moravská Ostrava (d.)
- 1911 – Obytný a obchodní dům Nathana Juhla, Jiráskovo nám. 4 / 1439, Moravská Ostrava
- 1911 – Obytný dům F. Šmolky, Zahradní 1 / 1471 (Poštovní), Moravská Ostrava
- 1911 – Fasáda obchodního domu L. Bronnera, 28. října 39 / 192, Moravská Ostrava
- 1911 – Synagoga ve Vítkovicích, Halasova / Kutuzovova 1198, Ostrava – Vítkovice (d.)
- 1911 – Hotel Gami (1925 – Royal) s kavárnou, Reální 5 / 1476 (Poštovní 13), Moravská Ostrava
- 1911 – Nájemní a obchodní dům I. Schmelze, 28. října 3 / 284 (Nádražní), Moravská Ostrava
- 1911 – Nájemní a obchodní dům Erwina Bergera, Jiráskovo nám. 5 / 35, Moravská Ostrava
- 1912 – Nájemní a obchodní dům Erwina Bergera, Masarykovo nám. 18 / 1459, Moravská Ostrava
- 1912 – Nájemní a obchodní dům Franze Kramera a Leopoldiny Tschuschnerové, Střelniční 2 / 6 (Masarykovo nám.), Moravská Ostrava
- 1924 – Nadstavba radvanické radniční budovy, Ostrava – Radvanice
- 1925 – Hotel Royal s kavárnou (původně Gami – 1911), Reální 5 / 1476 (Poštovní 13)
- 1932 – Židovský starobinec a sirotčinec, Na bělidle 5 / 1907, Moravská Ostrava